# (1566) Ícaro
(1566) Ícaro es un asteroide perteneciente a los asteroides Apolo descubierto por Walter Baade el 27 de junio de 1949 desde el observatorio del Monte Palomar, Estados Unidos.

## Designación y nombre
Ícaro se designó inicialmente como 1949 MA.
Más adelante fue nombrado por Ícaro, un personaje de la mitología griega.

## Proyecto Ícaro
Proyecto Ícaro se llevó a cabo durante la primavera del año 1967. Fue una misión dirigida por el profesor Paul Sandorff y su grupo de ingenieros de sistemas del Instituto Tecnológico de Massachusetts cuyo objetivo era diseñar una forma de desviar o destruir el asteroide (1566) Ícaro utilizando cohetes, en el caso de que en algún momento su curso ordinario gire tomando rumbo al planeta Tierra con la consiguiente colisión La revista Time publicó un artículo en junio del año 1967 y al año siguiente los resultados del equipo publicaron un libro.
El informe sirvió más tarde como inspiración para realizar el guion de la película del año 1979 de ciencia ficción-catastrófica Meteoro

## Características orbitales
Ícaro orbita a una distancia media de 1,078 ua del Sol, pudiendo alejarse hasta 1,969 ua y acercarse hasta 0,1865 ua. Su inclinación orbital es 22,83° y la excentricidad 0,827. Emplea en completar una órbita alrededor del Sol 408,8 días y pertenece al grupo de los asteroides potencialmente peligrosos.
Ícaro es uno de los pocos cuerpos que sobrepasa el interior de la órbita de Mercurio, acercándose al Sol dos veces más que este y cinco veces más que la Tierra. En este punto, su superficie iluminada por el Sol recibe 25 veces más calor y radiación que la Tierra. La excentricidad de su órbita le lleva más allá de la órbita de Marte.